# 호흡기 질환
호흡기 질환(Respiratory disease)은 호흡기관 및 조직에 발생하여 가스 교환을 어렵게 만드는 병리학적 상태이다.  기관, 기관지, 세기관지, 폐포, 흉막, 흉막강, 호흡 근육 및 신경을 포함한 모든 호흡기의 상태에 발생하는 질병이 다 여기에 속한다. 호흡기 질환은 감기, 인플루엔자, 인두염과 같은 경증 질환부터 세균성 폐렴, 폐색전증, 결핵, 급성 천식, 폐암 및 중증 급성 호흡기 증후군(SARS)과 같은 생명을 위협하는 질환에 이르기까지 다양하다. 호흡기 질환은 관련된 기관이나 조직, 관련 징후 및 증상의 유형 및 패턴, 또는 질병의 원인에 따라 다양한 방식으로 분류된다.
호흡기 질환에 대한 연구는 주로 호흡기내과에서 이루어진다. 호흡기내과 전문의, 흉부내과 전문의, 흉부내과 전문의가 주로 진료 및 치료를 담당한다.

## 폐쇄성 폐질환
천식, 만성 기관지염, 기관지 확장증 및 만성 폐쇄성 폐질환 (COPD)은 기도 폐쇄를 특징으로 하는 폐쇄성 폐질환이다. 이 질환들은 모두 염증으로 인한 기관지 수축으로 인해 폐포에 들어갈 수 있는 공기의 양이 줄어들게 한다. 폐쇄성 폐질환은 폐활량 측정 과 같은 폐기능 검사를 통해 증상을 확인하는 방식으로 주로 진단한다. 많은 폐쇄성 폐질환은 집먼지 진드기 또는 흡연 등의 유발인자를 피하고, 기관지 확장제 등의 대증 약물, 또는 심한 경우에는 코르티코스테로이드 등의 항염제로 관리한다. 폐기종 및 만성 기관지염 등 COPD의 흔한 원인 중 하나는 흡연이며 기관지확장증의 일반적인 원인에는 중증 감염 및 낭포성 섬유증이 있다. 천식의 정확한 원인은 아직 알려져 있지 않다.

## 제한성 폐질환
제한성 폐질환은 호흡 곤란 증후군이 있는 유아처럼 폐순응도 상실로 인한 폐 경직을 특징으로 하는 호흡기 질환의 일종이다. 제한성 폐질환은 내적 요인에 의한 것과 외적 요인에 의한 것으로 나눌 수 있다. 염증이나 독소에 의한 괴사 등 내인성 요인에 의한 제한성 폐질환은 폐 자체에 그 원인이 있다. 반면 외인성 요인에 의한 제한성 폐질환은 신경근 기능 장애, 불규칙한 흉벽 운동 등 폐 외에 그 원인이 있다.

## 만성 호흡기 질환
만성 호흡기 질환(CRD)은 기도 및 폐의 기타 구조에 대한 장기 질환이다. 이들은 높은 호중구 또는 감염의 파괴주기(destructive cycle)를 특징으로 한다. 천식, 만성 폐쇄성 폐질환 및 급성 호흡곤란 증후군이 가장 대표적이다. CRD는 치료할 수 없다. 그러나 주요 기도를 확장하고 호흡곤란을 개선하는 데 도움을 주는 방식의 치료는 증상을 조절하고 삶의 질을 높이는 데 도움이 될 수 있다.

## 호흡기 감염
감염은 호흡기의 모든 부분에 영향을 줄 수 있으며, 감염 부위에 따라 상기도감염과 하기도감염으로 나뉜다.

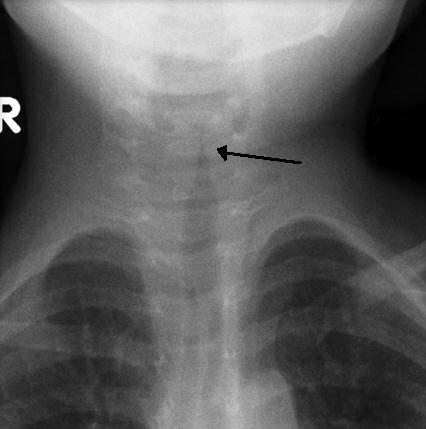
위막성 후두염의 대표적인 증상인 탑상징후

가장 흔한 상기도감염은 감기이다. 부비동염, 편도선염, 중이염, 인두염 및 후두염 과 같은 상부 호흡기의 특정 기관의 감염도 상기도 감염으로 간주한다.
가장 흔한 하기도감염은 폐렴이다. 전 세계적으로 결핵은 폐렴의 주요 원인이다. 바이러스나 진균과 같은 기타 병원체는 중증 급성 호흡기 증후군, COVID-19 및 폐포자충 폐렴 등의 폐렴을 유발할 수 있다. 폐렴은 폐 농양, 감염으로 인한 폐의 둥근 구멍과 같은 합병증을 일으키거나 흉강으로 퍼질 수 있다.
잇몸 질환의 박테리아가 기도를 통해 폐로 이동할 수 있기 때문에 열악한 구강 관리는 하기도 질환의 원인이 될 수 있다.

## 종양
호흡기의 악성 종양, 특히 폐의 원발성 암종은 모든 암 진단의 15%와 모든 암 사망의 30%를 차지하는 주요 건강 문제이다. 호흡기계 암의 대부분은 흡연 에 기인한다.
호흡기계 암의 주요 조직학적 유형은 다음과 같다.
- 소세포폐암
- 비소세포폐암
  - 폐의 선암
  - 폐의 편평 세포 암종
  - 대세포폐암
- 기타 폐암( 유암종, 카포시 육종, 흑색종 )
- 림프종
- 두경부암
- 흉막 중피종, 거의 항상 석면 먼지에 노출되어 발생한다.

또한 많은 암이 혈류를 통해 퍼지고 전체 심박출량이 폐를 통과하기 때문에 폐로 암 전이가 일반적으로 일어난다. 유방암은 국소 확산과 림프절 전이를 통해 직접 침범할 수 있다. 간으로 전이된 후 결장암은 종종 폐로 전이된다. 전립선암, 생식세포암 및 신세포 암도 폐로 전이될 수 있다.
호흡기계 암의 치료는 암의 유형에 따라 다르다. 화학 요법 및 방사선 요법과 함께 폐 일부의 외과적 제거(폐엽 절제술, 분절 절제술 또는 쐐기 절제술) 또는 전체 폐 절제술이 모두 사용된다. 폐암 생존 확률은 암이 진단된 당시의 암 병기와 조직학에 따라 어느 정도 좌우되며 전체적으로 약 14-17%에 불과하다. 폐로 전이된 경우 치료는 때때로 완치될 수 있지만 특정한 드문 상황에서만 가능하다.
양성 종양은 호흡기 질환의 비교적 드문 원인이다. 양성 종양의 예는 다음과 같다.
- 폐과종
- 폐 격리 및 선천성 낭성 선종 기형 (CCAM)과 같은 선천성 기형.

흉막강 질환은 위에서 언급한 흉막 중피종을 포함한다.
기흉은 폐를 덮고 있는 흉막의 구멍으로, 폐의 공기가 흉강으로 빠져나갈 수 있다. 영향을 받은 폐는 수축된 풍선처럼 "붕괴"한다. 긴장성 기흉은 흉막강의 공기가 빠져나갈 수 없는 상태의 특히 심각한 형태이므로 기흉이 심장과 혈관을 압박할 때까지 계속 커져 생명을 위협하는 상황에 이른다.

## 폐혈관질환
폐혈관 질환은 폐순환에 영향을 미치는 상태이다. 예는 다음과 같다.
- 폐색전증, 정맥에서 형성되는 혈전 이 떨어져 나가 심장을 통해 이동하여 폐에 체류한다(혈전색전증). 큰 폐색전증은 치명적이며 급사를 일으킨다. 다른 많은 물질도 폐로 색전증(혈류를 통해 이동)을 할 수 있지만 훨씬 더 드물다. 지방 색전증 (특히 뼈 손상 후), 양수 색전증(분만 및 분만의 합병증 포함), 공기 색전증 ( 의원성 – 침습적 의료 절차로 인해 발생).
- 폐동맥 고혈압, 폐동맥의 압력 상승. 가장 흔하게는 특발성 (즉, 원인 불명의)이지만 다른 질병, 특히 COPD의 영향으로 인해 발생할 수 있다. 이것은 폐심장( cor pulmonale )으로 알려진 상태인 심장의 오른쪽에 긴장을 유발할 수 있다.
- 폐부종, 폐의 모세혈관에서 폐포 (또는 공기 공간)로 체액 누출. 일반적으로 울혈성 심부전으로 인해 발생한다.
- 폐 출혈, 염증 및 폐의 모세혈관 손상으로 인해 혈액이 폐포로 누출된다. 이로 인해 피가 토할 수 있다. 폐출혈은 다발혈관염을 동반한 육아종증 및 굿파스처 증후군과 같은 자가면역 질환으로 인해 발생할 수 있다.

폐질환은 또한 폐 과형성, 폐 간질 폐기종(보통 조산) 및 유아 호흡 곤란 증후군 과 같은 신생아에게 영향을 미칠 수 있다.

## 역학

2012년 백만 명당 호흡기 질환으로 인한 사망

호흡기 질환은 전 세계적으로 질병 및 사망의 흔하고 중요한 원인이다. 미국에서는 매년 약 10억 건의 감기가 발생한다. 한 연구에 따르면 2010년에 미국에서 18세 미만의 환자를 위해 호흡기 질환으로 응급실을 방문한 횟수는 약 680만 건이었다. 2012년에는 호흡기 질환이 어린이들에게 가장 빈번한 입원 이유였다.